# Чмирьов Валерій Олексійович
Валерій Олексійович Чмирьов (нар. 12 грудня 1944) — головний редактор журналу «Перець».

## Біографія
Карикатури друкує в пресі з 1967 року. Починаючи з 2020 року працює головним редактором журналу «Перець. Весела республіка».